# Eric Johnson (fútbol americano)
Eric Maxwell Johnson (Needham, Massachusetts, 15 de septiembre de 1979) es un exjugador de fútbol americano que se desempeñó como tight end National Football League. Fue seleccionado por los San Francisco 49ers, en la séptima ronda del Draft NFL 2001. Jugó fútbol americano universitario en Yale. 

## Primeros años
Johnson nació en Needham, Massachusetts. Asistió a la Escuela Secundaria Needham y Belmont Hill School en Massachusetts. Luego pasó a la Universidad de Yale, donde jugó el receptor abierto. Atrapó 21 recepciones para 244 yardas en venir de atrás contra Harvard en el 1999, incluyendo el touchdown de la victoria.

## Carrera profesional
Johnson fue seleccionado por los San Francisco 49ers en la séptima ronda del Draft NFL 2001 . Cuando estaba sano, era un colaborador del juego aéreo de los 49ers. Sin embargo, él perdió todo el 2003 con una lesión y se perdió todo el 2005 con una lesión así. En 2004, lideró a los 49ers en la recepción con 82 recepciones para 825 yardas y dos touchdowns. Durante la temporada de 2006, Johnson se dividió tiempo con Vernon Davis.
Johnson firmó un contrato de un año con los Santos de Nueva Orleans en 2007. Volvió a ser firmado por el equipo el 14 de marzo de 2008. El 31 de julio de 2008, los Santos lo dejaron en libertad.

## Vida personal
Johnson se casó con Keri Johnson el 14 de mayo de 2005, cuatro años después se divorciaron. En mayo de 2010, comenzó a salir con la cantante Jessica Simpson. La pareja tiene tres hijos: Drew Maxwell Johnson (nacido en mayo de 2012), Ace Knute Johnson (nacido en junio de 2013) y Birdie Johnson (nacida en 2019). La pareja se casó el 5 de julio de 2014 en San Ysidro Ranch, el cual se encuentra en Montecito en el condado de Santa Bárbara, California.